# Arrest Staleman/Van de Ven
Het arrest Staleman/Van de Ven ofwel Van de Ven-arrest (HR 10 januari 1997, NJ 1997/360) is een arrest van de Nederlandse Hoge Raad dat betrekking heeft op de reikwijdte van een decharge ten aanzien van de privé-aansprakelijkheid van bestuurders van een kapitaalvennootschap.

## Casus
Staleman en Richelle zijn tot 1990 directeuren van Van de Ven Automobielbedrijf Venlo BV. Vanaf 1987 worden lease-activiteiten ontwikkeld. Deze leiden tot grote verliezen. Van de Ven BV vordert van de directeuren een schadevergoeding wegens onbehoorlijke taakvervulling (2:9 BW). De directeuren beroepen zich op de decharge die de algemene vergadering van aandeelhouders aan hen heeft verleend voor het gevoerde beleid.

## Procesgang
De rechtbank wijst de vordering wegens schadevergoeding af. Het hof wijst de schadevergoeding toe. Hiertegen gaan de directeuren in cassatie. Het cassatieberoep wordt door de Hoge Raad verworpen.

## Rechtsvraag
In deze zaak zijn voor de rechtsvorming twee vragen van belang:
1. Wanneer kan een bestuurder een ernstig verwijt worden gemaakt in de zin van art. 2:9 BW?
2. In hoeverre kunnen bestuurders zich beroepen op een door de algemene vergadering van aandeelhouders aan hen als bestuurders verleende decharge?

## De Hoge Raad
Voor ernstige verwijtbaarheid in de zin van art. 2:9 BW geeft de Hoge Raad het volgende criterium:

3.3.1 (...) voor aansprakelijkheid op de voet van art. 2:9 [is] vereist dat aan de bestuurder een ernstig verwijt kan worden gemaakt. Of in een bepaald geval plaats is voor een ernstig verwijt als hier bedoeld, dient te worden beoordeeld aan de hand van alle omstandigheden van het geval. 
 Tot de in aanmerking te nemen omstandigheden behoren onder meer de aard van de door de rechtspersoon uitgeoefende activiteiten, de in het algemeen daaruit voortvloeiende risico's, de taakverdeling binnen het bestuur, de eventueel voor het bestuur geldende richtlijnen, de gegevens waarover de bestuurder beschikte of behoorde te beschikken ten tijde van de aan hem verweten beslissingen of gedragingen, alsmede het inzicht en de zorgvuldigheid die mogen worden verwacht van een bestuurder die voor zijn taak berekend is en deze nauwgezet vervult.

Ten aanzien van de reikwijdte van een decharge merkt de Hoge Raad op dat deze niet te ruim moet worden opgevat:

3.4.1 (...) In het bijzonder kan niet worden aanvaard dat een décharge zich ook zou uitstrekken tot informatie waarover een individuele aandeelhouder uit anderen hoofde –buiten het verband van de algemene vergadering van aandeelhouders– de beschikking heeft gekregen, of tot gegevens die niet uit de jaarrekening blijken of niet anderszins aan de algemene vergadering van aandeelhouders zijn bekendgemaakt voordat deze de jaarrekening vaststelde.

## Relevantie
Het Van de Ven-arrest geeft een maatstaf voor ernstig verwijtbaar handelen in de zin van art. 2:9 BW. Bovendien wordt het ontslag van aansprakelijkheid dat uit decharge, verleend door de algemene vergadering van aandeelhouders bij het vaststellen van een jaarrekening, voortvloeit, door de Hoge Raad beperkt tot de gegevens die formeel aan de aandeelhouders bekend waren.